# 目白庭園
目白庭園（めじろていえん）は、東京都豊島区目白にある、豊島区立公園。
敷地面積は2,843 m2で、中央に配した池の周囲を5分ほどで一周できる典型的な回遊式日本庭園となっている。伊藤邦衛による作庭様式は江戸時代以来の伝統を踏襲しており、特定の意図はつけられてない。
敷地の周辺は閑静な住宅街で、築地塀で敷地を囲み、入口は長屋門のしつらえとなっている。園内の施設としては数寄屋建築の「赤鳥庵」のほか、池のほとりの「六角浮き見堂」、小ぶりの滝などがあり、植えられた樹木は約500本にのぼる。
昼には弁当を携えて入園する者も多く、来園者は毎日200人超、桜と紅葉の季節には500人ほどになる。
池の中央には鳥小屋が設置されてカルガモが暮らしており、毎年5月に親子が姿を見せて庭園のアイドルとなっている。

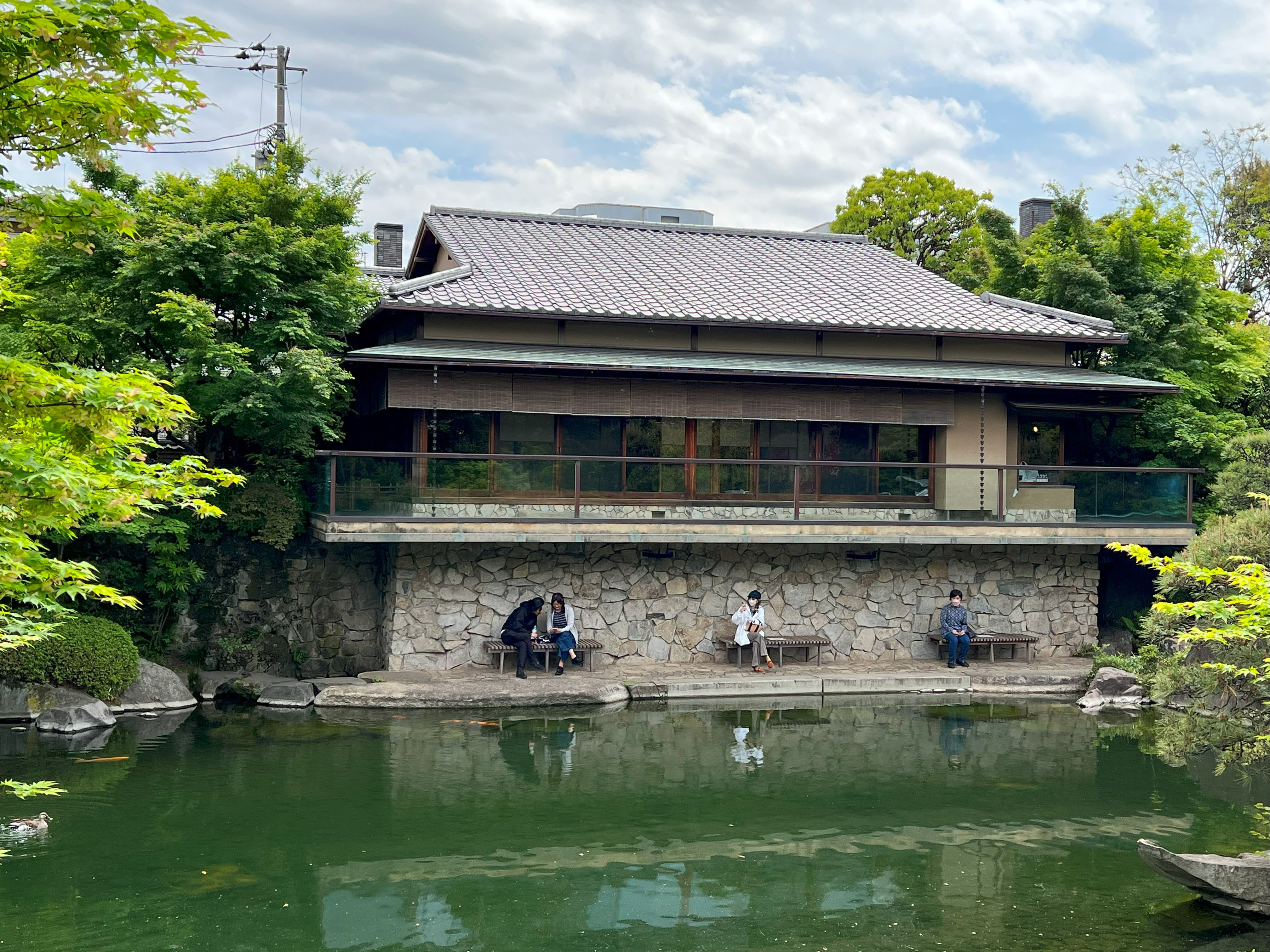
赤鳥庵
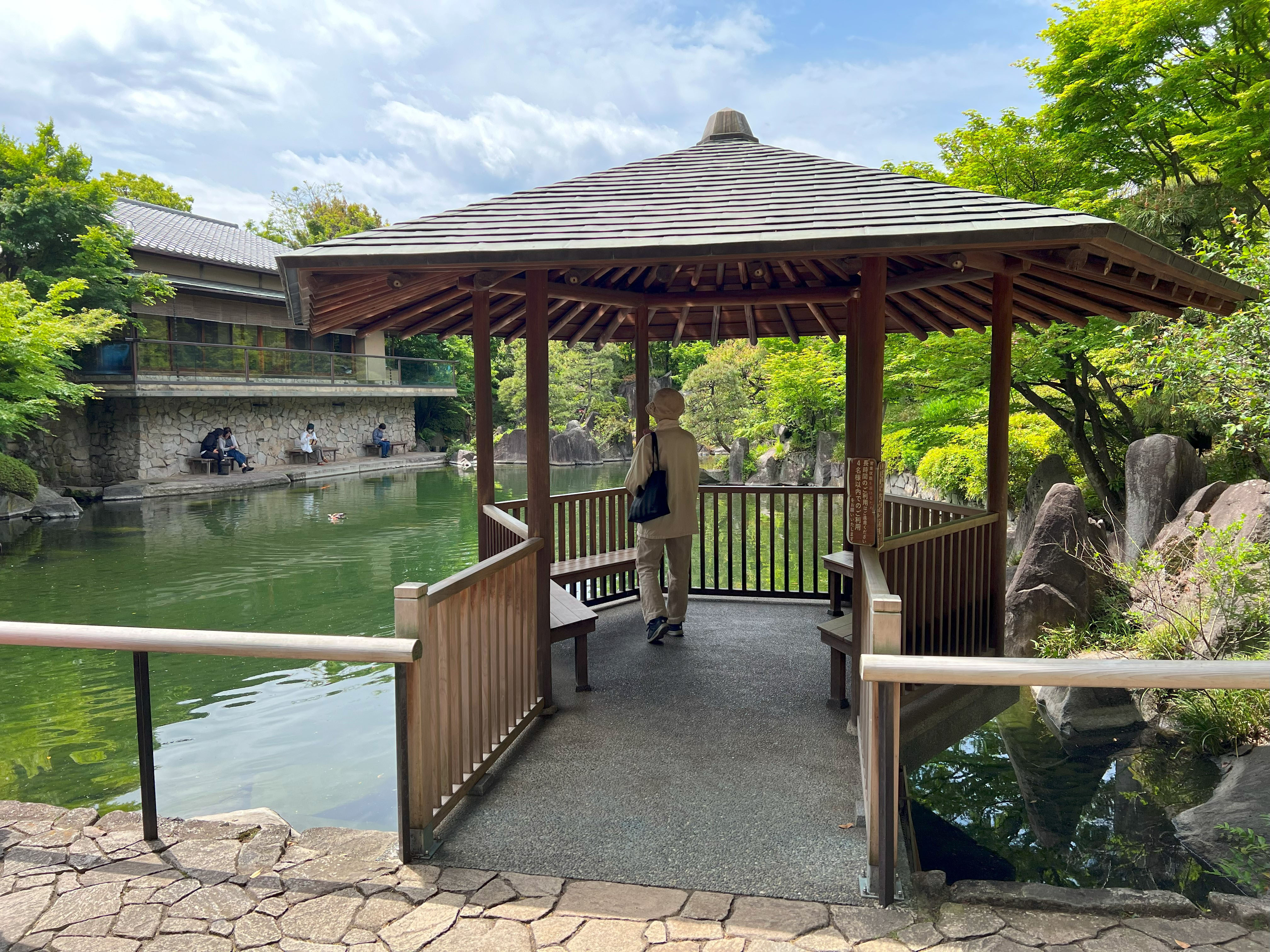
六角浮き見堂
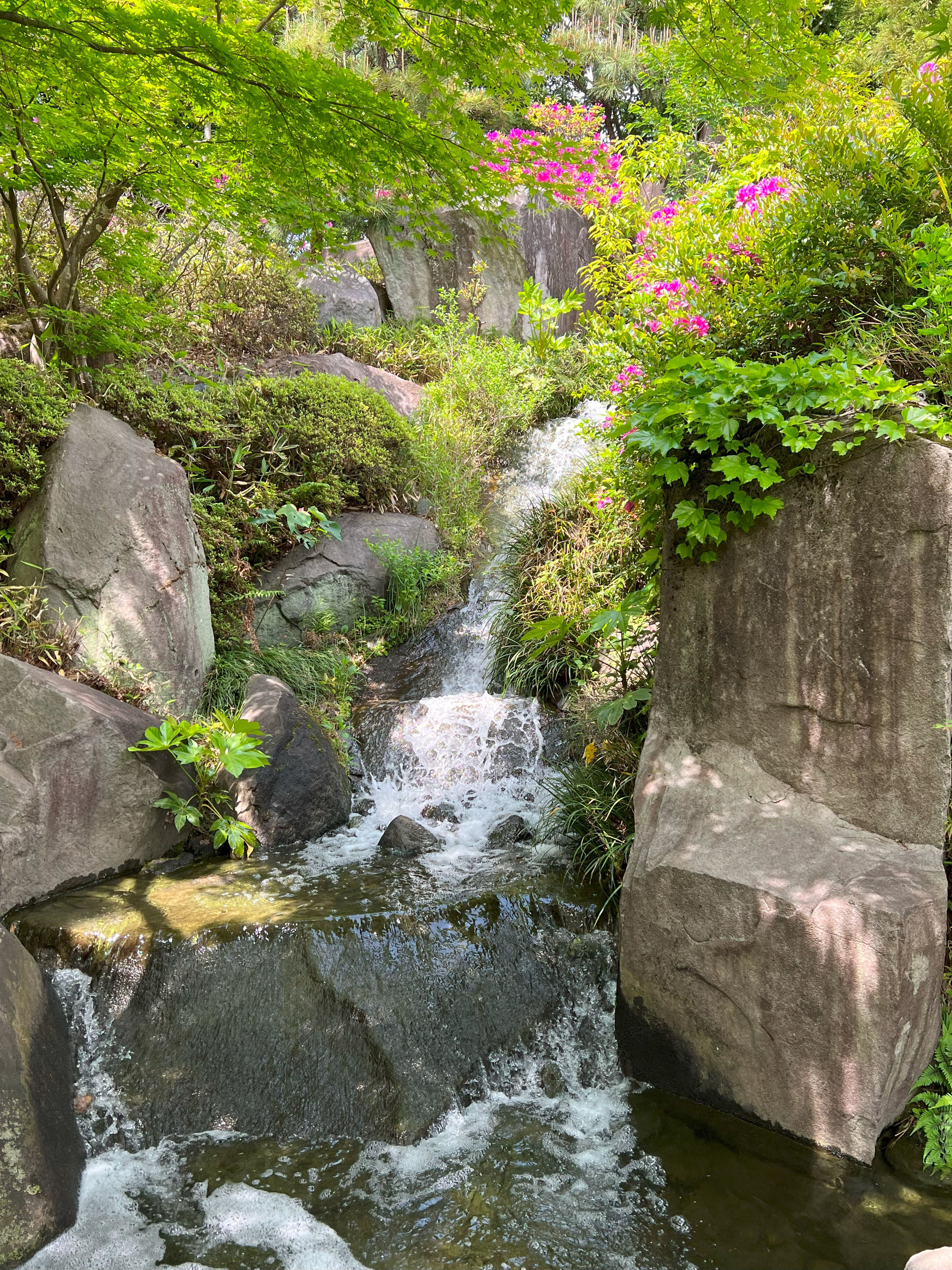
滝
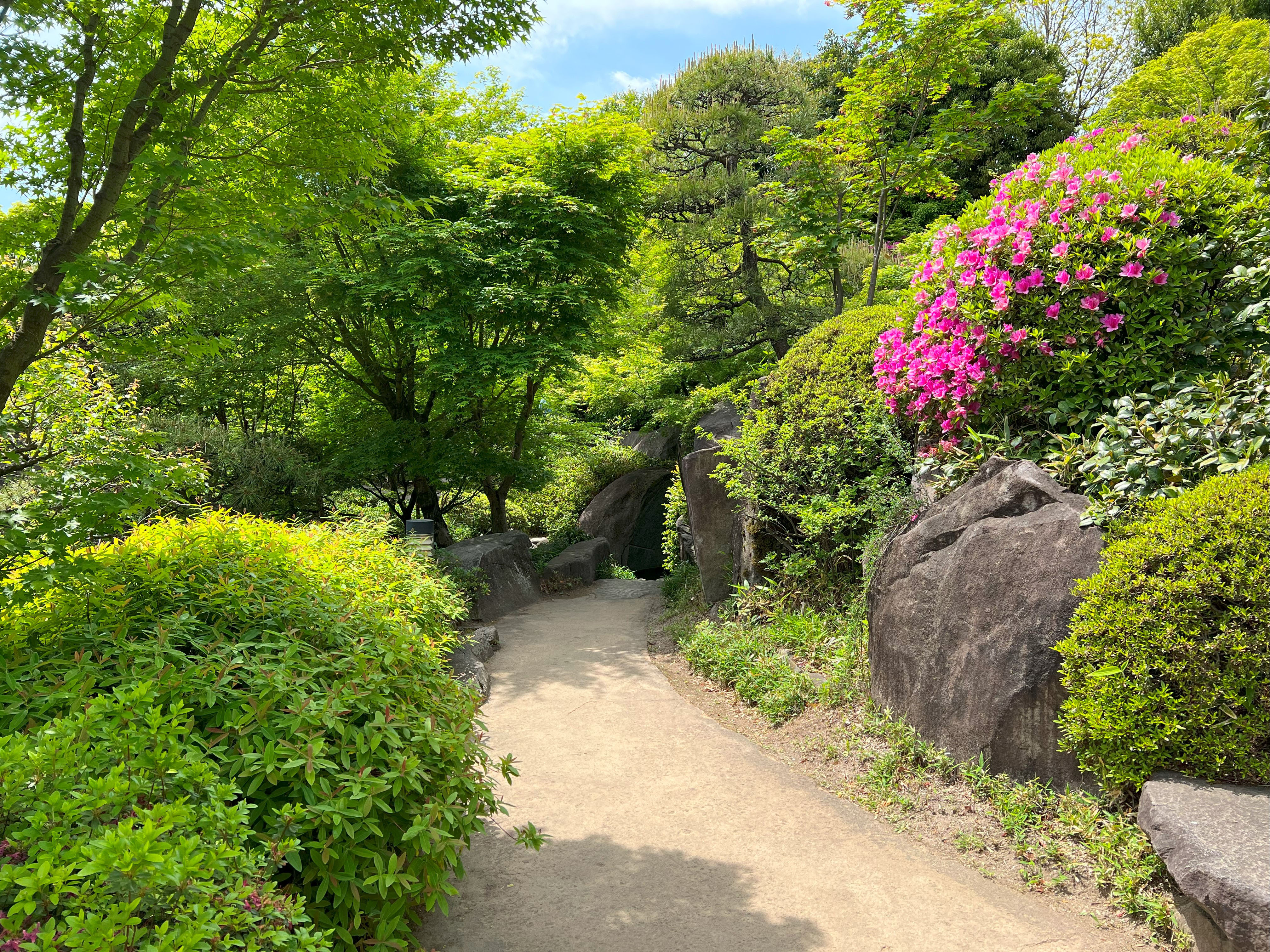
小径

## 沿革
この敷地は元は大野家という大地主の邸宅だった。1990年に当時の造園技術を駆使して作庭され、同年11月15日に開園した。

## 施設
- 赤鳥庵 - 池南側の石垣の上に建てられた平屋建ての数寄屋建築[1]。童話作家の鈴木三重吉はかつて今の庭園の南東すぐ近く[6]に居を構えていたことから[1]、彼が発行した子供文芸誌『赤い鳥』より建物の名をとった[2]。また三重吉はこのあたりの森にあった隠居家風の一軒家を借りて「赤鳥庵」という事務所にしたと伝わっており[1]、現在の赤鳥庵の入口上部にかけられている『赤鳥庵』の額は三重吉の長男・珊吉が揮毫したものである[1]。赤鳥庵では毎月第2・第4木曜日に「かるがも茶席」が催されているほか[7]、和室は茶道、華道、句会、碁会など趣味の集まりや会合で使われている[1]。

## 所在地
- 東京都豊島区目白3-20-18[4]
  - 目白駅から徒歩8分[1]
  - 入園無料、ただし赤鳥庵の利用は有料[4]